# Xã Rye, Quận Perry, Pennsylvania
Xã Rye (tiếng Anh: Rye Township) là một xã thuộc quận Perry, tiểu bang Pennsylvania, Hoa Kỳ. Năm 2010, dân số của xã này là 2.364 người.